# Nick Webb
Nicholas „Nick“ Webb (* 14. März 1954 in Manchester; † 5. Februar 1998 in London) war ein britischer Jazzgitarrist und Komponist im Bereich des Smooth Jazz und New Age.

## Leben
Webb war ein Neffe der Schauspielerin Sylvia Syms und hatte als Kinderdarsteller mit ihr und Tony Hancock 1963 einen Auftritt in dem Spielfilm The Punch and Judy Man. Als Jugendlicher trat er als Folksänger auf und studierte am Leeds College of Music, danach kurz Literatur in London, bevor er hauptberuflich zur Musik wechselte. Mit Greg Carmichael gründete er 1987 die Jazz-Formation Acoustic Alchemy, mit der sie für MCA das Debütalbum Red Dust and Spanish Lace aufnahmen. Erfolgreich wurde die Band 1990 nach ihrem Wechsel zum Label GRP Records, was zu zwei Grammy-Nominierungen führte, für den Song Caravan of Dreams (aus dem Album Reference Point, 1991) und für das Album Arcanum von 1996. Webb starb mit 43 Jahren an einem Pankreastumor. 2007 erschien das Tribut-Album Into the Rainbow: A Tribute to Nick Webb (Prestige).

## Diskographische Hinweise
- Acoustic Alchemy – Reference Point (GRP, 1991) mit Randy Brecker
- Acoustic Alchemy – Against the Grain (GRP, 1994)
- Acoustic Alchemy – Positive Thinking (GRP, 1998)